# آراء أبراهام لينكولن الدينية
نشأ أبراهام لينكولن في عائلة معمدانية شديدة التدين. لم ينضم مطلقًا إلى أي كنيسة، وكان في شبابه شكوكيًا سخر أحيانًا من الإحيائيين. كان يذكر الله بشكل متكرر ولديه معرفة عميقة بالإنجيل، وغالبًا ما يقتبس منه. حضر لينكولن قداس الكنيسة البروتستانتية مع زوجته وعائلته. «تخلى لينكولن عن شكوكه الدينية السابقة، خاصة بعد وفاة أخيه الصغير ويلي في عام 1862». يجادل البعض بأن لينكولن لم يكن مؤمنًا مسيحيًا أو مفكرًا حرًا علمانيًا».
على الرغم من أن لينكولن لم يعلن بشكل واضح وعام عن إيمانه المسيحي، غير أن بعض الأشخاص الذين عرفوه شخصيًا مثل كاهن مجلس الشيوخ فيناس غورلي وماري تود لينكولن، قالوا إنه كان يؤمن بالمسيح بالمعنى الديني. من ناحية ثانية، آخرون عرفوا لينكولن لسنوات، مثل وارد هيل لامون وويليام هيرندون، رفضوا فكرة أنه كان مسيحيًا مؤمنًا. خلال ترشحه لمجلس النواب في عام 1846، ومن أجل تبديد الاتهامات المتعلقة بمعتقداته الدينية، أصدر لينكولن بيانًا بأنه «لم ينكر في حياته صحة الكتاب المقدس». بدا أنه كان يؤمن بإله كلّي القدرة هو الذي خلق الأكوان، وأصبح بحلول عام 1865 يعبر عن هذه المعتقدات في خطاباته الرئيسية.

## قبل الرئاسة
كان والدا لينكولن من معمدانيي «هارد شيل»، وانضما إلى كنيسة ليتل بيجون المعمدانية بالقرب من مدينة لينكولن، إنديانا، في عام 1823 عندما أصبح عمر لينكولن 14 عامًا. اكتشف بعض الكتاب وجود تأثير كاثوليكي مبكر على لينكولن الشاب، وكان منسوبًا إلى معلمه الأول في المدرسة زكريا ريني.

في عام 1831، انتقل لينكولن إلى نيو سالم، التي لم يكن فيها أي كنائس. قال المؤرخ مارك نول إن «لينكولن لم ينضم أبدًا إلى كنيسة أو يعلن بوضوح عن معتقدات مسيحية اعتيادية». نقل نول عن صديق لينكولن جيسي فيل:
إن الرئيس «نادرًا ما كان يتحدث مع أحد عن آرائه» المتعلقة بالدين، وتابع ليقول إن هذه الآراء لم تكن تقليدية: «حول فساد الإنسان الفطري، وشخصية ووظيفة رئيس الكنيسة الأكبر، والكفارة، وعصمة الوحي المكتوب، وفعالية المعجزات، وطبيعة وتصميم المكافآت والعقوبات المستقبلية.. والعديد من المواضيع الأخرى، كان لديه آراء تتعارض تمامًا مع ما يجري تعليمه عادة في الكنيسة».
يجادل نول أن لنكولن انقلب على المسيحية المنظمة بسبب تجاربه عندما كان شابًا وشهد كيف برزت الانفعالات المفرطة والخلافات الطائفية المريرة في الاجتماعات الدينية السنوية ودعوات الواعظين المتنقلين. استمتع لينكولن في شبابه بقراءة أعمال توماس بين، وقد صاغ كتيبًا يتضمن أفكارًا مشابهة له، لكنه لم ينشره. بعد أن كاد أن يكلفه اتهامه بمعاداة المسيحية دعوة إلى الكونغرس، أبقى معتقداته غير التقليدية سرية. المفهوم الوحيد الذي تبناه لينكولن على ما يبدو من دين والديه الكاليفيني بكل إخلاص خلال حياته هو «مذهب الضرورة»، المعروف أيضًا باسم القدر، أو الحتمية، أو القدرية. كان لينكولن يقدر دائمًا من خلال هذا المنظور معنى الحرب الأهلية.
صنف جيمس آدمز (1783-1843) لينكولن على أنه ربوبي. ذكرت تقارير أنه في عام 1843، كتب لينكولن مخطوطة مقال تحدى فيها المسيحية التقليدية وصممها على نموذج كتاب بين الذي كان بعنوان «عصر المنطق». على ما يبدو أن أحد الأصدقاء أحرق المخطوطة ليحمي لينكولن من الازدراء. يقول كاتب السير الذاتية ريف ويليام بارتون إنه على الأرجح أن لينكولن كتب مقالًا بشيء من هذا الأسلوب، لكن من غير المرجح أنه أحرق بهذه الطريقة. وكان مينتور غراهام المعلم في مدرسة نيو سالم قد ذكر في عام 1874 أن المخطوطة كانت «دفاعًا عن الخلاص الكوني».
نشر ويليام جي هيرندون لأول مرة روايته عن المخطوطة المستوحاة من بين في السيرة الذاتية التي كتبها عن لينكولن عام 1889. اعتبر هارفي ليس روس، ساعي البريد الذي عاش في نيو سالم مع لينكولن في عام 1834، أن رواية هيرندون هي قصة من محض الخيال. ووضح وجود المشاكل التالية في رواية هيرندون: كان عمر هيرندون 16 عامًا في عام 1834 وكان يعيش على بعد 20 ميل في سبرينغفيلد، ولم يكن لديه أي تواصل مع لينكولن. لم يكن هناك أي مدفأة في متجر سامويل هيل في عام 1834 حيث زُعم أنه تم إحراق المخطوطة. لم يكن هناك نسخة من كتاب عصر المنطق على رف الكتب في الحانة حيث قال هيرندون أن لينكولن قرأه. أخيرًا، قال روس إنه كان على معرفة جيدة مع الجميع في مجتمع نيو سالم وكان سيعرف أي محادثات متعلقة بوثيقة من هذا النوع. من المنطقي استنتاج أنه لم يكن هناك أي مخطوطة مكتوبة وأن بين لم يكن عاملًا مشاركًا بأفكار لينكولن حول الدين.

سجل ويليام جي جونسون تعليقًا جاء فيه:
أنا أذكر نقاشه جيدًا. ذكر المقطع من الإنجيل الذي يقول «لأنه كما في آدم يموت الجميع، هكذا في المسيح سيُحيا الجميع»، وأتبع ذلك بالافتراض القائل إنه أيا كان الخرق أو الأذى الذي سببه انتهاك آدم للجنس البشري، والذي كان كبيرًا جدًا بلا شك، فقد أصبح عادلًا وصائبًا من خلال كفارة المسيح.
كتب نول: «على الأقل في البداية، كان لينكولن على الأرجح كونيًا يؤمن بالخلاص النهائي لجميع الناس».

كان لينكولن على الأغلب في حيرة من أمره حول الهجوم على شخصيته من خلال خياراته الدينية. كتب لينكولن، في رسالته إلى مارتن إم موريس في عام 1843:
كان للكنيسة المزيج الأغرب من التأثيرات ضدي. إن إدوارد ديكنسون بيكر يعد كامبيليًا؛ ولذلك، كما أفترض مع وجود استثناءات قليلة، حصل على تأييد تلك الكنيسة. كان لدى زوجتي بعض العلاقات في الكنائس المشيخية، وبعضها الآخر في الكنائس الأسقفية؛ ولذلك، أينما اتجهت سيبدو أنه تم تصنيفي كواحد منهما، في حين أنه تم الدعوة في كل مكان إلى ألا يصوت لي أي مسيحي لأنني لا أنتمي إلى أي كنيسة، وكان يشتبه بأنني ربوبي وتحدثت عن النزاع بينهما.